# Anekäbr
Anekäbr, auch Hane-Kärbu saar ist eine unbewohnte Insel, fünf Meter von der größten estnischen Insel Saaremaa entfernt. Die Insel liegt in der Landgemeinde Saaremaa im Kreis Saare. Sie liegt in der Bucht Udriku laht im Kahtla-Kübassaare hoiuala.
Anekäbr ist 300 Meter lang und 100 Meter breit.